# Squitto lo scoiattolo
Squitto lo scoiattolo (Scaredy Squirrel) è una serie d'animazione canadese prodotta nel 2010 da Nelvana e trasmessa su YTV e Teletoon, ispirata liberamente ai libri per bambini Gastone lo scoiattolo fifone (Scaredy Squirrel) di Mélanie Watt.
In Italia è stata trasmessa sulla rete K2, in prima visione dal 13 febbraio 2012, poi nel 2013 torna su K2 con la seconda stagione e infine è stata trasmessa la terza nel gennaio 2014.

## Trama
Nella cittadina immaginaria di Balsa City, dove al posto delle strade ci sono canali e barche e navi al posto delle macchine, vive lo scoiattolo Squitto, che lavora come Capo Scaffalista al supermercato Stash 'N' Hoard e che vive numerose peripezie in compagnia del suo amico Dave, una puzzola. Attorno ai due si stringe una cerchia di strambi personaggi che donano colore alle loro avventure.
Squitto possiede numerose passioni: le principali riguardano la sua pianta, Richard, che tratta come se fosse una persona, il comporre delle sculture sfruttando i prodotti del supermercato nel quale lavora, gestito da Nestor, un canarino, occuparsi dell'igiene di casa sua e il paddle-ball.
A fine episodio Squitto e Dave conducono lo spezzone "L'angolo della sicurezza di Squitto" in cui Squitto spiega gli oggetti da cui si dovrebbe fare attenzione. Questo però viene interrotto da Dave che in modo sbadato fa finire il programma con Squitto che non ha spiegato la sicurezza dell'oggetto di cui si parla.

## Episodi
| Stagione         | Episodi | Prima TV Canada | Prima TV Italia |
| ---------------- | ------- | --------------- | --------------- |
| Prima stagione   | 52      | 2011            | 2012            |
| Seconda stagione | 28      | 2012-2013       | 2013            |
| Terza stagione   | 24      | 2013            | 2014            |

## Personaggi
- Squitto (in originale Scaredy Orville Squirrel): È lo scoiattolo protagonista della serie, maniaco dell'igiene e lo scaffalista del supermercato Stash 'N' Hoard, lavoro che ama fin da quando era bambino. Adora tantissimo giocare a paddle-ball.
- David "Dave": È il migliore amico di Squitto, una puzzola blu sovrappeso e disordinata, con problemi di incontinenza gassosa e dalla scarsa intelligenza che però, a volte, sforna idee geniali. Al supermercato si diverte a giocare su Berta, un camion dei pompieri a gettoni che ama fin da quando era un bambino.
- Richard: È l'edera di Squitto, che vive con lui nella sua dimora. Squitto ha una passione maniacale per Richard e lo accudisce con scrupolosità. Non parla ma in alcuni episodi riesce a camminare con le radici che spuntano dal fondo del vaso.
- Nestor: È un canarino, indossa gli occhiali e una camicia da lavoro ed è il figlio della proprietaria del supermercato Stash 'N' Hoard di cui assume il comando quando sua madre non c'è. Ha un'antipatia cronica per Squitto e vorrebbe licenziarlo. Ha un'autostima di sé molto grande e si ritiene superiore a chiunque incontri, è convinto che senza le regole il supermercato fallirebbe ed ha un modo di fare autoritario. Ha un fratello di nome Lestor.
- Sally: È una trota iperprotettiva e assillante con i capelli biondi. È follemente innamorata di Squitto. Ha una gatta che chiama "Principessa".
- Paddy Patterson: un bandicoot molto vanitoso che indossa una tuta rossa ed è il vincitore di tre concorsi di bellezza ed è stato campione di paddle-ball. Odia fortemente Squitto in quanto lo batte sempre.
- Mamma di Nestor: una piccola canarina dalle penne viola e i capelli bianchi, proprietaria dello Stash 'N' Hoard. Molto intimidatoria e nevrotica, il suo lavoro nonché passione preferita consiste nel licenziare gli incapaci. Nestor le vuole bene, ma non è ricambiato dalla madre.
- Mildred: una rana che fa la cassiera nel supermercato. Beve bevande gassate e rutta costantemente. È in realtà una spia sotto copertura.
- Hatton: un asino tonto che lavora al supermercato. È il migliore amico di Buck nonché campione della gara di sonno.
- Buck: un castoro addetto alle pulizie del supermercato. Il suo migliore amico è Hatton.
- Gord: un alce che lavora al supermercato. Adora masticare le gomme.
- Gary: un gorilla che lavora al supermercato. Non porta mai i pantaloni.
- Il sindaco: un cervo sindaco di Balsa City. Non è molto sveglio.

## Doppiatori
| Personaggio     | Doppiatore originale | Doppiatore italiano   |
| --------------- | -------------------- | --------------------- |
| Squitto         | Terry McGurrin       | David Chevalier       |
| Dave            | Jonathan Gould       | Roberto Stocchi       |
| Sally           | Linda Kash           | Ughetta d'Onorascenzo |
| Nestor          | Patrick McKenna      | Fabrizio Vidale       |
| Paddy           | David Berni          | Riccardo Scarafoni    |
| Mildred         | Jamie Watson         | Antonella Alessandro  |
| Mamma di Nestor | Stephanie Anne Mills |                       |
| Hatton          | Dwayne Hill          |                       |
| Buck            | David Berni          |                       |